# 23761 Yangliqing
23761 Yangliqing este un asteroid din centura principală de asteroizi.

## Descriere
23761 Yangliqing este un asteroid din centura principală de asteroizi. A fost descoperit pe 22 mai 1998 la Socorro, New Mexico, în cadrul proiectului LINEAR. Asteroidul prezintă o orbită caracterizată de o semiaxă mare de 2,33 ua, o excentricitate de 0,05 și o înclinație de 7,0° în raport cu ecliptica.